# Iris tingitana
Iris tingitana là một loài thực vật có hoa trong họ Diên vĩ. Loài này được Boiss. & Reut. miêu tả khoa học đầu tiên năm 1852.